# Boulton Paul Bittern
Boulton Paul Bittern – prototypowy brytyjski samolot myśliwski wytwórni Boulton Paul Aircraft Ltd. z końca lat 20. XX wieku. Maszyna miała być przeznaczona do zwalczania wrogich formacji bombowych. Po wybudowaniu dwóch egzemplarzy prototypowych dalszych prac nie kontynuowano.

## Historia

### Geneza
Podczas I wojny światowej Niemcy zastosowali po raz pierwszy w historii bombardowanie strategiczne skierowane przeciwko Wielkiej Brytanii. Jego efektywność była daleka od niemieckich oczekiwań, ale sprawiła, iż znajdująca się na dalekich tyłach ludność cywilna przestała być już bezpieczna i była narażona na ataki nieprzyjaciela. Tym samym, Royal Air Force stanęły przed problemem skutecznego niszczenia nieprzyjacielskich wypraw bombowych. Problem był dwojakiego rodzaju. Po pierwsze należało zorganizować sieć skutecznych posterunków obserwacyjnych mogących z wyprzedzeniem wykryć nadciągające formacje bombowców i powiadomić własne lotnictwo. Po drugie, zestrzelić silnie uzbrojone, wielosilnikowe samoloty bombowe. Jedną z wielu pojawiających się i testowanych w praktyce strategii niszczenia nieprzyjacielskich bombowców, jakie pojawiły się po zakończeniu I wojny światowej, była taktyka atakowania formacji bombowych równie dużymi formacjami samolotów myśliwskich, uzbrojonych w karabiny maszynowe zainstalowane na ruchomych stanowiskach strzeleckich. Autorem owej koncepcji był Air commodore Thomas Charles Reginald Higgins, szef wyszkolenia RAF. Uważał on, iż klasyczne samoloty myśliwskie nie są w stanie lecąc w formacji atakować pojedynczych bombowców, a atakowanie w rozproszeniu naraża myśliwce na wzajemnie wspierający się ogień obronny maszyn bombowych. Zdaniem Higginsa rozwiązaniem takiej sytuacji byłby atak samolotów myśliwskich uzbrojonych w ruchome stanowiska strzeleckie. Formacja tak uzbrojonych maszyn mogłaby podejść do grupy bombowców równolegle i rozpocząć ogień. Starcie w powietrzu przypominałoby klasyczną bitwę morską, pomiędzy dwoma ugrupowaniami okrętów liniowych idących w szyku.

### Projekt
Teorie Higginsa znalazły uznanie w oczach ówczesnego Szefa Sztabu RAF, marszałka Sir Hugh Trencharda, który wydał zgodę na stworzenie specyfikacji technicznej opisującej warunki, jakie musi spełniać myśliwiec z ruchomym uzbrojeniem. W ramach opublikowanej w grudniu 1924 roku specyfikacji F.4/24 powstały dwie maszyny, Bristol Bagshot i Westland Westbury, ale żaden z nich nie został skierowany do produkcji seryjnej. Kolejnym podejściem do myśliwców z ruchomymi stanowiskami strzeleckimi, przeznaczonymi do zwalczania grup bombowych, była specyfikacja F.27/24. Wymagania w niej zawarte opisywały ciężki, jednomiejscowy samolot myśliwski. Na specyfikację odpowiedziała firma Boulton Paul Aircraft Ltd. Główny projektant samolotu, John Dudley North, zaprojektował maszynę w układzie zastrzałowego górnopłatu, napędzanego dwoma silnikami gwiazdowymi z zastrzałowym usterzeniem i stałym podwoziem. Maszyna miała być uzbrojona w dwa ruchome karabiny maszynowe, zdolne do poruszania się tylko w płaszczyźnie pionowej w zakresie od 0° do + 45°. Idea ataku samolotem polegała na zbliżeniu się do bombowca od tyłu i od dołu, tam gdzie niemal wszystkie ówczesne bombowce miały martwą strefę ostrzału (idea ta znana była później głównie jako niemiecki system Schräge Musik). Trudnością dla pilota myśliwca było jednoczesne sterowanie samolotem i celowanie ruchomymi karabinami. Brytyjskie Ministerstwo Lotnictwa (Air Ministry) zamówiło dwa prototypy. Pierwszy z nich, Boulton Paul P.31 Bittern do swojego dziewiczego lotu wzbił się w lutym 1927 roku. Maszyna nie była jeszcze wyposażona w ruchome karabiny, zamiast nich zamontowano w kadłubie przed kabiną pilota stałe, strzelające na wprost dwa karabiny Vickers kalibru 7,7 mm. Od marca 1927 roku maszynę poddawano intensywnym próbom w brytyjskim ośrodku doświadczalnym lotnictwa Aeroplane and Armament Experimental Establishment mieszczącym się na lotnisku Martlesham Heath. Próby nie wypadły pomyślnie. Samolot wykazywał słabą sterowność poprzeczną spowodowaną zbyt małą sztywnością skrzydła. W efekcie podczas skrętu i wychylania lotek dochodziło do skręcania końcówek płata, co tym samym zmniejszało skuteczność użycia lotek. Maszyna nie mogła również pochwalić się wybitnymi osiągami. Prędkość maksymalna rzędu 235 km/h była za mała, aby móc skutecznie doganiać bombowce, które w owym okresie charakteryzowały się podobną i większą prędkością maksymalną. 
Niedociągnięcia pierwszego prototypu starano się usunąć w konstrukcji drugiego samolotu. Maszyna otrzymała dodatkową parę zastrzałów usztywniających zewnętrzną część skrzydła. W celu zwiększenia ramienia działania lotek, a tym samym poprawy ich efektywności, zwiększono rozpiętość skrzydła o 1,5 m. Silniki samolotu osłonięto pierścieniami Townenda, co miało zmniejszyć opór aerodynamiczny generowany przez jednostki napędowe obniżając jednocześnie położenie gondoli silnikowych w celu poprawy widoczności z kabiny pilota. Po obydwu stronach kabiny pilota, tuż przed krawędzią natarcia płata, zainstalowano boczne panele kryjące dwa karabiny maszynowe Lewis kalibru 7,7 mm (po jednym na każdej burcie). Pilot mógł poruszać nimi w górę i w dół w zakresie od 0° do + 45° wykorzystując sterowanie elektryczne. W kwietniu 1928 roku samolot trafił do Aeroplane and Armament Experimental Establishment w celu przeprowadzenia badań w locie. Poczynione modernizacje istotnie zwiększyły prędkość maksymalną do 245 km/h i polepszyły sterowanie. System uzbrojenia również działał poprawnie i było możliwe zestrzelenie wrogiego bombowca. Jednak prędkość maksymalna, która na drugim prototypie umożliwiała już dojście do ciężkich bombowców, niestety była nadal niższa niż ówczesnych bombowców średnich i lekkich. Samoloty zwrócono do wytwórni, a cały projekt nie był dalej rozwijany.